# Lapės
Lapės är en ort i Litauen.   Den ligger i kommunen Kauno rajono savivaldybė och länet Kaunas län, i den centrala delen av landet, 90 km väster om huvudstaden Vilnius. Lapės ligger 66 meter över havet och antalet invånare är 1 038.
Terrängen runt Lapės är platt. Runt Lapės är det tätbefolkat, med 530 invånare per kvadratkilometer. Närmaste större samhälle är Kaunas, 10,5 km sydväst om Lapės. I omgivningarna runt Lapės växer i huvudsak blandskog.